# Міна Суварі
Міна Александра Суварі (англ. Mena Alexandra Suvari; нар. 13 лютого 1979) — американська акторка кіно, телебачення та озвучення, модель. Відома ролями у фільмах «Краса по-американськи» і «Американський пиріг».

## Біографія
Народилася 13 лютого 1979 року в Ньюпорті. Батько — психіатр естонського походження Андо Суварі (Ando Süvari), мати — медсестра Кендіс грецького походження. У Міни є три старших брати. Після переїзду сім'ї до Чарльстона Міна, у 12 років, потрапила в модельне агентство. Після закінчення школи переїхала в Лос-Анджелес, де почала зніматися в телесеріалах.
В кіно дебютувала невеликою роллю у фільмі режисера Грегга Аракі «Ніде». У 1997 році отримала роль у трилері «Цілуючи дівчат» з Морганом Фріменом. Після доброзичливих відгуків критики отримала роль у драмі Сема Мендеса «Краса по-американськи» (1999). Фільм отримав п'ять премій «Оскар». Суварі номінувалася на премію BAFTA. У 2008 році знялася в рімейку фільму «День мерців».
27 червня 2010 одружилася зі своїм бойфрендом Саймоном Сестіто, з яким була заручена з 2008 року.

## Фільмографія
| Рік  | Назва фільму                       | Роль                 | Примітки                                                                         |
| ---- | ---------------------------------- | -------------------- | -------------------------------------------------------------------------------- |
| 1997 | Цілуючи дівчат                     | Коті Пірс            |                                                                                  |
| 1997 | Шахрай і забобони                  | Гелі Раубаль         |                                                                                  |
| 1997 | Ніде                               | Зої                  |                                                                                  |
| 1998 | Нетрі Беверлі-Хіллз                | Рейчел Гоффман       |                                                                                  |
| 1999 | Американський пиріг                | Гізер                | Young Hollywood Award за найкращий прорив (також за фільм Краса по-американськи) |
| 1999 | Керрі 2: Лють                      | Ліза Паркер          |                                                                                  |
| 1999 | Краса по-американськи              | Ангела Геєс          | Номінація—Teen Choice Awards                                                     |
| 1999 | Атомний поїзд                      | Грейс Сегер          |                                                                                  |
| 2000 | Невдаха                            | Дора Даймонд         |                                                                                  |
| 2000 | Американська незайманка            | Катріна Барталотті   |                                                                                  |
| 2001 | Мушкетер                           | Франческа Бонасьє    |                                                                                  |
| 2001 | Американський пиріг 2              | Гізер                |                                                                                  |
| 2001 | Цукор і спеції                     | Канзас Гілл          |                                                                                  |
| 2002 | Санні                              | Керол                |                                                                                  |
| 2002 | Вищий пілотаж                      | Кукі                 |                                                                                  |
| 2004 | Травма                             | Шарлотта             |                                                                                  |
| 2004 | Стоячи на місці                    | Лана                 |                                                                                  |
| 2005 | Едмонд                             | повія                |                                                                                  |
| 2005 | Ходять чутки                       | Енні                 |                                                                                  |
| 2005 | Доміно                             | Кіммі                |                                                                                  |
| 2005 | Салон краси                        | Джоан Маркус         |                                                                                  |
| 2006 | Я спокусила Енді Воргола           | Річі Берлін          |                                                                                  |
| 2006 | Орфей                              | Сью Еллен            |                                                                                  |
| 2006 | Кофеїн                             | Ванесса              |                                                                                  |
| 2006 | Проблема собак                     |                      |                                                                                  |
| 2006 | Final Fantasy VII: Advent Children | Айріс Гейнсборо      | (озвучування)                                                                    |
| 2007 | Правила Брукліна                   | Еллен                |                                                                                  |
| 2007 | Застряглий                         | Бренді Боскі         |                                                                                  |
| 2008 | День мерців                        | Сара Кросс           |                                                                                  |
| 2008 | Таємниці Пітсбурга                 | Флокс Ломбарді       |                                                                                  |
| 2008 | Едем                               | Кетерін Бурн         |                                                                                  |
| 2010 | Ви не можете поцілувати наречену   | Тоня                 |                                                                                  |
| 2012 | Американський пиріг: Знову разом   | Гізер                |                                                                                  |
| 2014 | Протилежна стать                   | Джейн                |                                                                                  |
| 2017 | Бекс                               | Еліза                |                                                                                  |
| 2019 | Вбивство Ніколь Браун-Сімпсон      | Ніколь Браун-Сімпсон |                                                                                  |
| 2020 | Не кажи нікому                     | Керол                |                                                                                  |
| 2020 | Що приховує вода                   | Мішель Веллс         |                                                                                  |
| 2021 | Щось не так з Роном                | B-Bot                | голос                                                                            |
| 2024 | Рейган                             | Джейн Вайман         |                                                                                  |

| Рік       | Фільм                                  | Роль               | Примітки |
| --------- | -------------------------------------- | ------------------ | --- |
| 1995—1996 | Хлопець пізнає світ                    | Лаура              | Епізоди «Небезпечний хлопець» і «Трава завжди зеленіша»                                                     |
| 1996      | Minor Adjustments                      | Emily              | Episode «A Fish Story»                                                                                      |
| 1996      | Швидка допомога                        | Laura-Lee Armitage | Episode «Last Call»                                                                                         |
| 1996—1997 | High Incident                          | Jill Marsh         | 3 episodes                                                                                                  |
| 1997      | Чиказька надія                         | Ivy Moore          | Episode «Sympathy for the Devil»                                                                            |
| 2004      | Клієнт завжди мертвий                  | Edie               | 7 episodes Nominated—Screen Actors Guild Award for Outstanding Performance by an Ensemble in a Drama Series |
| 2008      | Sex and Lies in Sin City               | Sandy Murphy       | TV movie |
| 2010      | Ясновидець                             | Allison Cowley     | Episode «Yang 3 in 2D» (5.16)                                                                               |
| 2011      | The Cape                               | Dice               | Episode «Dice» (1.05)                                                                                       |
| 2011      | Американська історія жаху              | Elizabeth Short    | Episode «Spooky Little Girl»                                                                                |
| 2011      | No Surrender                           | Amelia Davis       | TV movie |
| 2013      | Пожежники Чикаго                       | Ізабель Томас      | 7 епізодів                                                                                                  |
| 2015      | Кларенс                                | Синтія             | голос, 5 епізодів                                                                                           |
| 2016      | Усередині Емі Шумер                    | камео              | 1 епізод |
| 2018      | Американська історія жаху: Апокаліпсис | Елізабет Шорт      | епізод «Повернення в Будинок-убивцю»                                                                        |